# Armstrong Siddeley Ounce
Le Armstrong Siddeley Ounce (Ounce désignant l'once ou panthère des neiges) est un petit moteur d'aviation, à deux cylindres opposés et refroidissement par air. Développé par Armstrong Siddeley après la première guerre mondiale, il utilise deux cylindres identiques à ceux du Jaguar (première génération), un moteur à 14 cylindres en double étoile. Ce moteur modeste, développant environ 45 chevaux, est d'abord développé comme moteur expérimental, mais une petite série est ensuite produite, utilisée vers 1920 sur des petits appareils radiocommandés expérimentés par la marine britannique (certains tests étant réalisés depuis le porte-avion Argus). Un exemplaire est conservé dans un musée australien.